# Maoji
Maoji (毛集镇; pinyin: Máojí zhèn) är en köping i östra Kina. Den ligger i häradet Fengtai i Huainans stad på prefekturnivå i provinsen Anhui, omkring 110 kilometer nordväst om provinshuvudstaden Hefei.